# Jordon Crawford
Jordon Benjamin Crawford (Cincinnati, 17 luglio 1990) è un cestista statunitense.

## Palmarès
- Coppa di Macedonia: 1

MZT Skopje: 2018